# Elecciones generales de Sudáfrica de 1987
Las elecciones generales de Sudáfrica de 1987 se celebraron el miércoles 6 de mayo de ese año, bajo el sistema del apartheid. El estado de emergencia ensombreció las elecciones, que nuevamente fueron ganadas por el Partido Nacional (NP) bajo el liderazgo de PW Botha, aunque por primera vez enfrentó una oposición seria de la derecha del espectro político sudafricano. La elección resultó en la creación del Segundo Gabinete de Botha, que estuvo en el poder hasta 1989.
La oposición de derecha llegó en forma del Partido Conservador (PC), que se opuso incluso al reparto limitado del poder con los sudafricanos indios y de color que había sido implementado por el NP como parte de un paquete de reformas constitucionales en 1984. El PC fue liderado por un expresidente de la Afrikaner Broederbond y ministro del NP, Andries Treurnicht, infamemente conocido como Ministro de Educación durante los disturbios de Soweto. Tras las elecciones, en las que el PC amplió sus 17 diputados disidentes al ganar 22 escaños, reemplazó al Partido Federal Progresista (PFP) como oposición oficial en la Cámara de la Asamblea.
El año electoral también vio importantes acontecimientos políticos a la izquierda del NP. Durante 1987 Denis Worrall dimitió como embajador de Sudáfrica en Londres para volver a la política. Junto con Wynand Malan (que había dimitido del NP) y Esther Lategan formó el Movimiento Independiente para competir en las elecciones generales. Solo Malan ganó un escaño y, en consecuencia, la asociación se desintegró. Denis Worrall y otros formaron posteriormente el Partido Independiente (IP), mientras que Esther Lategan y otros formaron el Movimiento Democrático Nacional.
En parte como resultado de la división de votos a los partidos liberales opositores, el PFP perdió siete de sus escaños parlamentarios, así como su papel de oposición oficial. El Partido Nueva República (NRP), anteriormente Partido Unido, continuó su desintegración y perdió cuatro de sus cinco escaños.
El arzobispo anglicano y premio Nobel de la Paz, Desmond Tutu, señaló después de las elecciones: "Hemos entrado en la edad oscura de la historia de nuestro país".
Donald Simpson, escribiendo en el periódico sudafricano The Star, llegó a predecir que el Partido Nacional perdería las próximas elecciones y que el Partido Conservador se convertiría en el nuevo gobierno de Sudáfrica.

## Resultados

### Cámara de la Asamblea
|  | 52.70 % |

|  | 26.83 % |

|  | 14.14 % |

|  | 3.01 % |

|  | 1.98 % |

|  | 1.33 % |

|  | 67.84 % |